# Грундиг, Ханс
Ханс Грундиг (нем. Hans Grundig; 19 февраля 1901, Дрезден, Германская империя — 11 сентября 1958, Дрезден, ГДР) — немецкий живописец и график, профессор. Ректор Высшей школы изобразительных искусств Дрездена (1946—1948).

## Жизнь и творчество
Учиться рисовать Грундиг начал под руководством своего отца, художника-декоратора. В 1915—1919 и в 1920—1921 годах он занимается в Дрездене, в местной Школе прикладного искусства. В 1922 году художник переходит в Высшую школу изящных искусств Дрездена, где занимается по 1927 год.

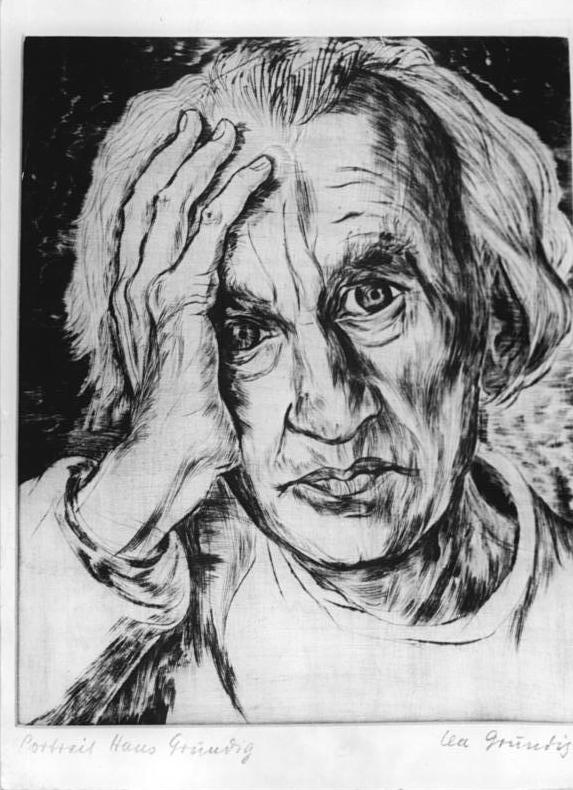
Леа Грундиг. Портрет Ханса Грундига, 1955

В этот период творчество Грундига находится под сильным влиянием работ Отто Дикса. В 1926 году Грундиг вступает в КПГ. В 1928 он женится на художнице Лее Лангер, вместе с которой в 1929 году становится членом дрезденской Ассоциации революционных художников. Стилистически работы Грундига можно отнести к таким течениям в живописи, как новая вещественность и революционно-пролетарский реализм. В 1932 году Грундиг приезжает в СССР, где участвует в московской выставке «Революционное искусство в капиталистических странах».
После прихода в Германии к власти национал-социалистов, в 1934 году Грундигу было запрещено заниматься живописью. Тем не менее он продолжает рисовать. В 1934—1939 годах художник создаёт графическую серию «Животные и люди» («Tiere und Menschen»). В 1935—1938 — триптих Тысячелетний рейх (Das Tausendjährige Reich) (ныне — в Дрезденской галерее). Творчество Грундига в этот период было чёткой антифашистской направленности, работы создавались в реалистически-экспрессивном стиле. Национал-социалистскими властями работы художника были причислены к произведениям т. н. дегенеративного искусства, и ряд его работ были отобраны для состоявшейся в июле 1937 года пропагандистской выставки под этим названием. Восемь полотен Грундига были конфискованы.
В 1940 году Х. Грундиг был арестован и отправлен в концентрационный лагерь Заксенхаузен. Позднее он был включён в состав штрафного батальона и направлен на Восточный фронт. В 1944 году художник добровольно переходит на сторону Советской армии. После окончания Второй мировой войны, в 1946 году Грундиг возвращается в Дрезден и работает там профессором и ректором дрезденской Высшей художественной школы. В 1948 году он уходит на пенсию по состоянию здоровья. В 1955—1956 годах художник пишет книгу мемуаров под названием «Между карнавалом и великим постом» (Zwischen Karneval und Aschermittwoch, русс. перевод — М., 1964.). В социалистической Германии он пользовался заслуженным почётом и уважением как один из «героев антифашистского сопротивления». Картины, созданные Х. Грундигом входят в золотой фонд реалистического искусства Германии XX столетия.

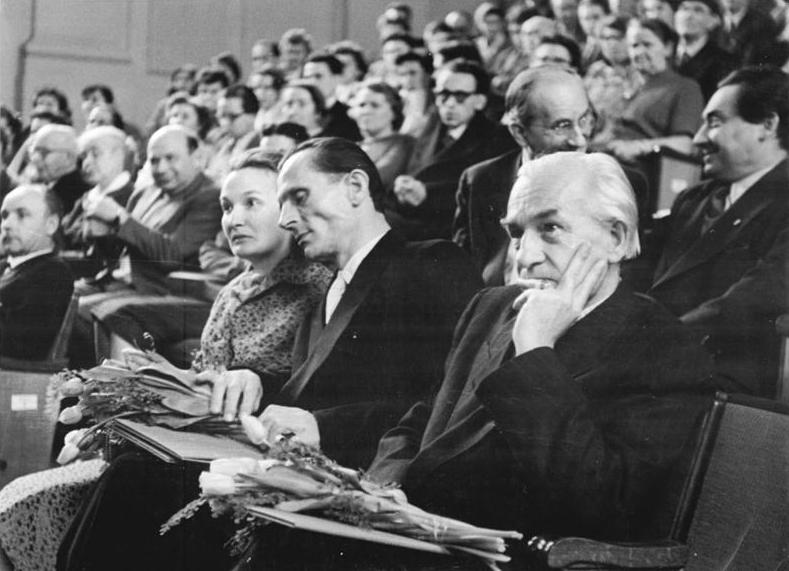
Ханс Грундиг во время присвоения премии Генриха Манна в 1958 году

## Награды
- 1957: Орден «За заслуги перед Отечеством» III степени
- 1958: Национальная премия ГДР II класса
- 1958: Премия Генриха Манна Академии искусств ГДР

## Литература

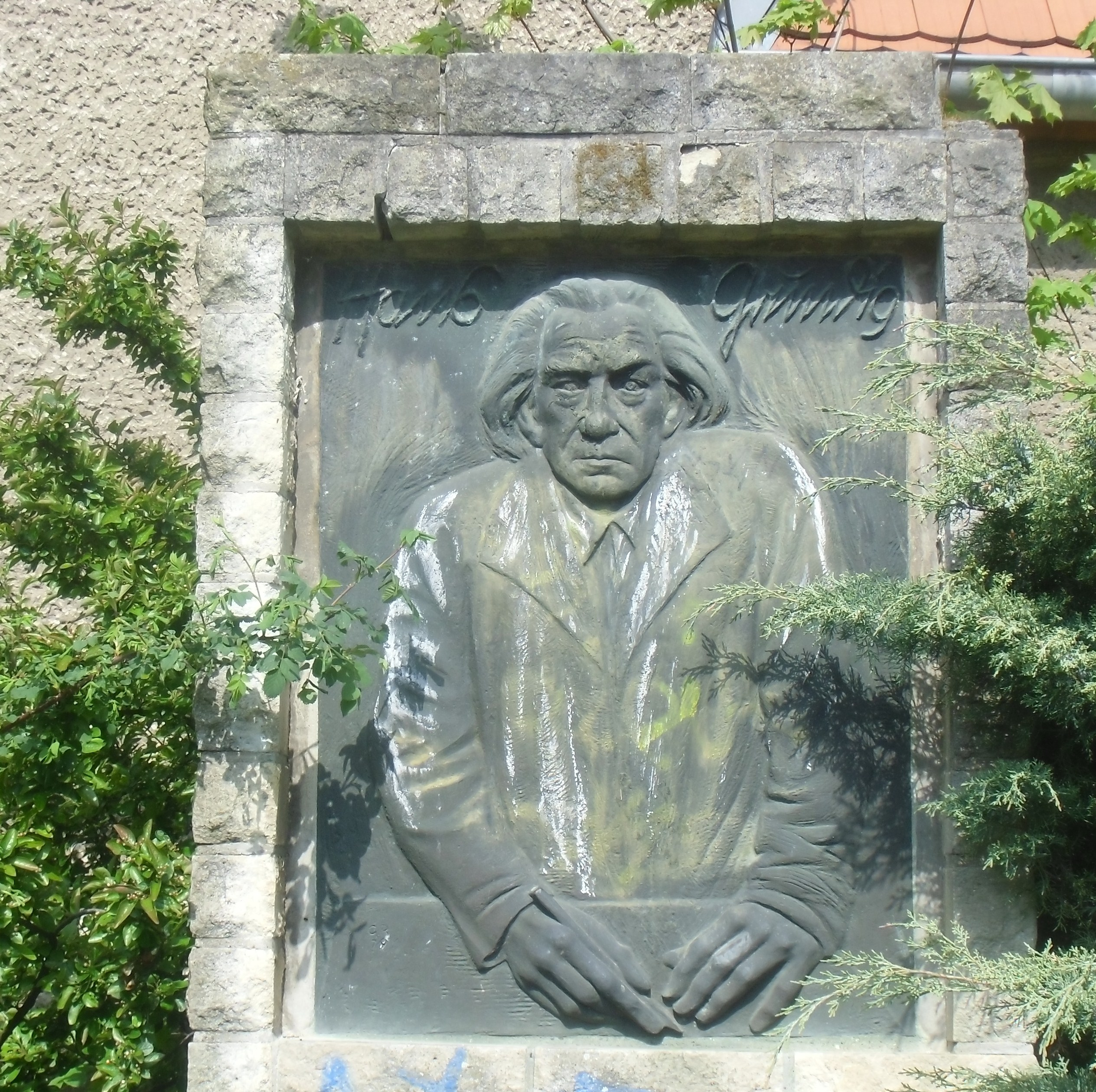
Мемориальная доска в Берлине